# Compton and Shawford
Compton and Shawford is een civil parish in het bestuurlijke gebied Winchester, in het Engelse graafschap Hampshire met 1729 inwoners.